# Tiro ai Giochi della V Olimpiade - Piccione d'argilla individuale
La competizione del piccione d'argilla individuale  di tiro a volo ai Giochi della V Olimpiade si tenne dal 2 al 4 luglio 1912 a Råsunda, Solna, Stoccolma.

## Risultati
1 Turno - 20 piccioni, il 50% dei migliori concorrenti avanzava al 2 turno.

2 Turno - 30 piccioni, il 50% dei migliori concorrenti avanzava al 3 turno.

3 Turno - 50 piccioni.
| Pos.    | Atleta                     | Nazione     | Punti Totali | 1 Turno | 2 Turno | 3 Turno |
| ------- | -------------------------- | ----------- | ------------ | ------- | ------- | ------- |
| Oro     | Jim Graham                 | Stati Uniti | 96           | 19      | 28      | 49      |
| Argento | Alfred Goeldel-Bronikoven  | Germania    | 94           | 18      | 28      | 48      |
| Bronzo  | Harry Blaus                | Russia      | 91           | 15      | 27      | 49      |
| 4       | Harry Humby                | Regno Unito | 88           | 18      | 24      | 46      |
| 5       | Albert Preuß               | Germania    | 88           | 17      | 25      | 46      |
| 6       | Anastasios Metaxas         | Grecia      | 88           | 18      | 26      | 44      |
| 7       | Franz von Zedlitz          | Germania    | 88           | 19      | 23      | 46      |
| 8       | Adolf Schnitt              | Finlandia   | 88           | 18      | 26      | 44      |
| 9       | Emile Jurgens              | Paesi Bassi | 87           | 17      | 27      | 43      |
| 10      | Ralph Spotts               | Stati Uniti | 87           | 16      | 24      | 47      |
| 11      | Edward Gleason             | Stati Uniti | 87           | 19      | 28      | 40      |
| 12      | Erland Koch                | Germania    | 86           | 18      | 23      | 45      |
| 13      | Karl Fazer                 | Finlandia   | 86           | 16      | 25      | 43      |
| 14      | Horst Goeldel-Bronikoven   | Germania    | 86           | 19      | 23      | 44      |
| 15      | Frank Hall                 | Stati Uniti | 86           | 16      | 26      | 44      |
| 16      | William Grosvenor          | Regno Unito | 85           | 17      | 24      | 44      |
| 17      | Robert Hutcheson           | Canada      | 84           | 15      | 26      | 43      |
| 18      | Erich von Bernstorff       | Germania    | 84           | 17      | 24      | 43      |
| 19      | John Butt                  | Regno Unito | 84           | 18      | 24      | 42      |
| 20      | Åke Lundeberg              | Svezia      | 84           | 17      | 24      | 43      |
| 21      | Charles Palmer             | Regno Unito | 82           | 15      | 24      | 43      |
| 22      | Alf Swahn                  | Svezia      | 82           | 17      | 25      | 40      |
| 23      | Leonardus Syttin           | Russia      | 81           | 15      | 24      | 42      |
| 24      | Frantz Rosenberg           | Norvegia    | 81           | 15      | 24      | 42      |
| 25      | Hans Joachim Lüttich       | Germania    | 77           | 16      | 23      | 38      |
| 26      | Charles de Jaubert         | Francia     | 77           | 15      | 25      | 37      |
| 27      | André Fleury               | Francia     | 74           | 16      | 23      | 35      |
| 28      | Carsten Bruun              | Norvegia    | 74           | 16      | 24      | 34      |
| 29      | Henri de Castex            | Francia     | 38           | 17      | 21      | NQ      |
| 30      | Robert Huber               | Finlandia   | 38           | 15      | 23      | NQ      |
| 31      | Hjalmar Frisell            | Svezia      | 38           | 15      | 23      | NQ      |
| 32      | Emil Collan                | Finlandia   | 38           | 15      | 23      | NQ      |
| 33      | George Whitaker            | Regno Unito | 38           | 16      | 22      | NQ      |
| 34      | Victor Wallenberg          | Svezia      | 37           | 17      | 20      | NQ      |
| 35      | Georges de Créqui-Montfort | Francia     | 36           | 15      | 21      | NQ      |
| 36      | Walter Bodneck             | Russia      | 36           | 15      | 21      | NQ      |
| 37      | Daniel McMahon             | Stati Uniti | 36           | 15      | 21      | NQ      |
| 38      | Edward Benedicks           | Svezia      | 34           | 15      | 19      | NQ      |
| 39      | George Pinchard            | Regno Unito | 33           | 15      | 18      | NQ      |
| 40      | Johan Ekman                | Svezia      | 31           | 15      | 16      | NQ      |
| 41      | Édouard Creuzé de Lesser   | Francia     | 14           | 14      | NQ      | NQ      |
| 42      | Charles Billings           | Stati Uniti | 14           | 14      | NQ      | NQ      |
| 43      | Herman Eriksson            | Svezia      | 14           | 14      | NQ      | NQ      |
| 44      | John Hendrickson           | Stati Uniti | 14           | 14      | NQ      | NQ      |
| 45      | James Kenyon               | Canada      | 13           | 13      | NQ      | NQ      |
| 46      | William Davies             | Canada      | 13           | 13      | NQ      | NQ      |
| 47      | Edvard Bacher              | Finlandia   | 13           | 13      | NQ      | NQ      |
| 48      | René Texier                | Francia     | 13           | 13      | NQ      | NQ      |
| 49      | Alexander Maunder          | Regno Unito | 13           | 13      | NQ      | NQ      |
| 50      | Herman Nyberg              | Svezia      | 13           | 13      | NQ      | NQ      |
| 51      | Henri le Marié             | Francia     | 12           | 12      | NQ      | NQ      |
| 52      | Pavel Lieth                | Russia      | 12           | 12      | NQ      | NQ      |
| 53      | Alfred Black               | Regno Unito | 11           | 11      | NQ      | NQ      |
| 54      | Emil Fabritius             | Finlandia   | 11           | 11      | NQ      | NQ      |
| 55      | Boris Pertel               | Russia      | 11           | 11      | NQ      | NQ      |
| 56      | John Goodwin               | Regno Unito | 10           | 10      | NQ      | NQ      |
| 57      | Oscar Swahn                | Svezia      | 10           | 10      | NQ      | NQ      |
| 58      | Otto Bökman                | Svezia      | 10           | 10      | NQ      | NQ      |
| 59      | Carl Wollert               | Svezia      | 10           | 10      | NQ      | NQ      |
| 60      | Nils Klein                 | Svezia      | 7            | 7       | NQ      | NQ      |
| 61      | Alfred Stabell             | Norvegia    | 3            | 3       | NQ      | NQ      |